# Trox luridus
Trox luridus är en skalbaggsart som beskrevs av Fabricius 1781. Trox luridus ingår i släktet Trox och familjen knotbaggar. Inga underarter finns listade i Catalogue of Life.